# Вибух Boeing 707 над Андаманським морем
Вибух Boeing 707 над Андаманським морем — авіаційна катастрофа, що відбулася в неділю 29 листопада 1987 року, коли в небі над Андаманським морем вибухнув Boeing 707-3B5C південнокорейської авіакомпанії Korean Air. Авіалайнер виконував плановий пасажирський рейс з Абу-Дабі до Бангкока, але через кілька годин після зльоту на борту прогримів вибух, після чого літак звалився в море, при цьому загинули 115 осіб, переважно жителів Республіки Корея.
Розслідування показало, що вибух був викликаний бомбою, яку встановили агенти-корейці, чоловік та жінка, за вказівкою північнокорейського уряду. Теракт стався через 34 роки після укладення перемир'я щодо припинення Корейської війни. У результаті відбулося значне погіршення відносин між північною і південною Кореєю. Однією з цілей теракту був зрив майбутніх Літніх Олімпійських ігор, які мали пройти в Сеулі (Республіка Корея).
Під час затримання агентів-підривників чоловік встиг вчинити самогубство, але 25-річна Кім Хен Хі вижила і була засуджена до розстрілу. Однак згодом південнокорейський уряд її виправдав як жертву північнокорейського режиму.

## Літак
Boeing 707-3B5C із заводським номером 20522 і серійним 855, що виконував цей рейс, був випущений компанією Boeing 21 червня 1971 року. Він мав чотири турбовентиляторних двигуни моделі Pratt & Whitney JT3D-3B. 6 серпня південнокорейська Korean Air Lines придбала авіалайнер під реєстраційним номером HL7406. Загальне напрацювання лайнера становило 36 047 годин нальоту і 19 941 приземлення.

## Попередні обставини
На підставі офіційних допитів організаторки вибуху, встановлено наступну картину. 12 листопада 1987 року, за 17 днів до теракту, приблизно о 08:30 з аеропорту Сунан (Пхеньян) вилетів північнокорейський авіалайнер, який приблизно в 18 годин приземлився в Москві. Серед пасажирів на ньому прибули два північнокорейських агенти — літній чоловік і молода жінка. Їх супроводжували дві посадові особи, також із КНДР. Опівночі агенти сіли на літак компанії Аерофлот і наступного ранку прибули до Будапешта. Там вони провели 5 ночей і 6 днів у будинку співробітника КНДР, після чого 18 листопада на автомобілі вирушили з Будапешта до Відня. Коли агенти перетнули австрійський кордон, північнокорейський співробітник, що супроводжував їх від Будапешта, видав підроблені японські паспорти з підробленими виїзними візами на імена Сін'їті Хатія і Маюмі Хатія. Таким чином північнокорейські агенти тоді перетворилися на японських туристів: батька та доньку .
У Відні пара зупинилася в готелі Am Parkring, після чого, під виглядом туристів, придбала квитки за маршрутом Відень — Белград — Багдад — Абу-Дабі — Бахрейн, причому політ на ділянці Багдад — Абу-Дабі був зарезервований на рейс KE858 південнокорейської авіакомпанії Korean Air. На наступний день агенти придбали квитки за маршрутом Абу-Дабі — Амман — Рим на рейс компанії Alitalia, щоб використати їх після виконання завдання. 23 листопада на літаку компанії Austrian Airlines агенти прибули до Белграда, де зупинилися в готелі Metropolitan . Також у Белграді вони придбали квитки на рейс компанії Austrian Airlines з Рима до Відня. Увечері 27 листопада в готелі північнокорейський співробітник, який прибув поїздом з Відня, передав парі бомбу для установки в літаку. Вибуховий пристрій з годинниковим механізмом був замаскований під радіоприймач японської фірми Panasonic, а рідка вибухова речовина перебувала в пляшці з-під неназваного алкогольного напою.
28 листопада на літаку компанії Iraqi Airways агенти вилетіли до Багдада, куди прибули о 20:30. У транзитному залі вони прочекали близько трьох годин, а за 20 хвилин до очікуваного часу вильоту чоловік встановив таймер бомби на 9:00.

## Катастрофа
Ціллю терористів був регулярний пасажирський рейс KE858 (KAL858), який прямував з Багдада до Сеула з проміжними посадками в Абу-Дабі й Бангкоку.
Північнокорейські агенти сіли на місця 7B і 7C, помістивши при цьому заведену бомбу у відділення над собою. О 23:30 авіалайнер вилетів з Багдада і через три години благополучно прибув в Абу-Дабі. Тут «японська» пара зійшла з літака, а рейс 858 в 00:01 UTC вилетів з Абу-Дабі до Бангкока. Його екіпаж складався з 11 осіб. Досвід командира становив 11 161 льотну годину, в тому числі 5 416 годин на Boeing 707. Досвід другого пілота становив 3 882 льотних години, в тому числі 134 години на Boeing 707. На борту літака перебували 104 пасажири, здебільшого молоді південнокорейські робітники, які поверталися на батьківщину після того, як кілька років пропрацювали на будівництвах на Близькому Сході. У літаку перебував і Генеральний консул Південної Кореї в Багдаді, а також його дружина. З-поміж представників інших країн на борту був один громадянин Індії та двоє громадян Лівану .
Останній радіозв'язок з літаком відбувся о 5:01 UTC, коли екіпаж доповів у диспетчерський центр у Рангунії про нормальний перебіг польоту і розрахунковий час проходження точки TAVOY, що над Андаманським морем, о 5:22 UTC. Але потім о 05:05 UTC (14:05 за Корейським стандартним часом) спрацював вибуховий пристрій, який заклали агенти КНДР, після чого зруйнований літак впав у воду. Коли екіпаж не доповів про проходження контрольної точки, диспетчери оголосили про зникнення літака. Початкові пошуки не дали результатів. Лише через два тижні, 13 грудня, місцева шхуна виявила купу сміття, що плавала на північний захід від узбережжя М'янми. Всі 115 осіб на борту загинули.

## Розслідування
Коли стало відомо, що літак зник, корейська влада почала пошук лайнера, при цьому попросивши допомоги від влади М'янми, Індії, Таїланду та ще низки країн, що розташовані поблизу траєкторії польоту. Паралельно опрацьовуючи версію про підрив, спецслужби почали перевірку списку пасажирів, що зійшли з літака під час проміжної посадки в Абу-Дабі. Увагу слідчих привернула пара японських туристів — Сін'їті Хатія і Маюмі Хатія. Справа в тому, що японські туристи під час заповнення виїзних документів зазвичай пишуть лише прізвища, тоді як ці двоє вписали тільки імена. Крім цього, вони попрямували до Бахрейну, при цьому проводячи по кілька годин в аеропортах як транзитні пасажири, хоча існував прямий рейс із Багдада до Бахрейну з проміжною посадкою в Аммані.
Терористи повинні були з Абу-Дабі попрямувати до Рима через Амман, але в них виникли непередбачені проблеми з візами і вони були змушені використати придбані у Відні авіаквитки до Бахрейну. У Бахрейні замість невикористаних авіаквитків на рейс Абу-Дабі — Амман — Рим вони взяли нові на рейс Бахрейн — Амман — Рим. Тим часом, взявши до уваги підозри, посольство Південної Кореї в М'янмі перевірило їхні паспорти в посольстві Японії й встановило, що документи насправді підроблені. Коли бахрейнська влада дізналася про це, підозрілу пару затримали в аеропорту коли вони оформляли виїзні документи. Під час затримання «Сін'їті Хатія» і «Маюми Хатія» спробували вчинити самогубство, прийнявши ціанистий калій, що містився у капсулах, захованих у сигаретах. Обох доставили до лікарні, де за кілька годин чоловік помер, але жінка вижила.
Бахрейн погодився передати південнокорейській владі «Маюми Хатія» й тіло «Сін'їті Хатія», а також всі речові докази. 15 грудня підозрювану доставили до Сеула, де вона перебувала на постільному режимі. Одужавши, вона почала зображати з себе китаянку і відмовлялася відповідати на питання, що їх задавали корейською мовою. Але через 8 днів, 23 грудня, вона несподівано заговорила корейською і заявила, що розкаюється у скоєному, після чого почала давати свідчення.

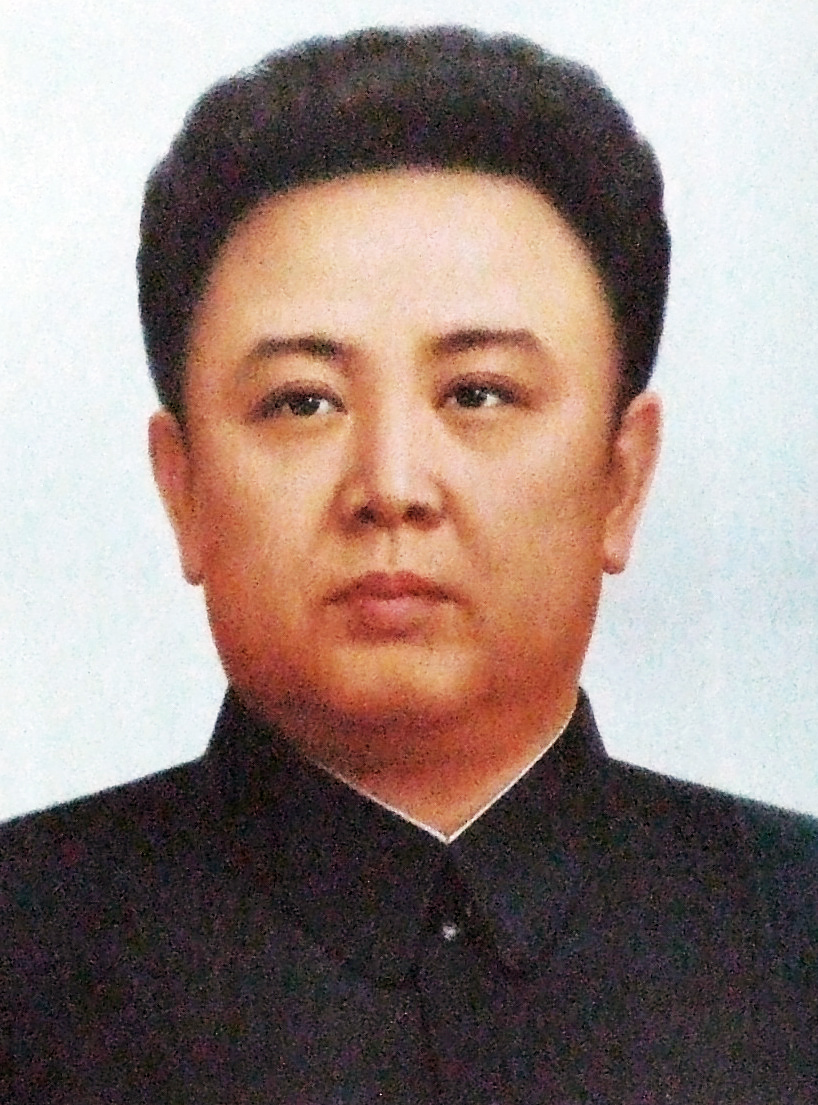
Представники Республіки Корея назвали Кім Чен Іра головним організатором теракту

Підозрювана заявила, що її справжнє ім'я - Кім Хен Хі, а отруївся її чоловік — Кім Син Іль, ветеран і керівник північнокорейської розвідки. Як згодом заявили південнокорейські слідчі, Кім Хен Хі і Кім Син Іль були спеціальними агентами розвідувального управління Центрального комітету Трудової партії Кореї і діяли за особистою вказівкою Кім Чен Іра. 15 січня 1988 року уряд Південної Кореї зажадав від Північної Кореї вибачень за вибух, а також покарання безпосередньо причетних до вибуху і гарантій, що подібні терористичні акти більше не повторяться. На це 25 січня міністр закордонних справ Північної Кореї заявив, що КНДР непричетна до знищення літака, а сам теракт насправді був влаштований самою південнокорейською владою, щоб вплинути на президентські вибори, що проходили в цей час в Республіці Корея.

## Культурні аспекти
Про катастрофу згадує А. І. Муромов у своїй книзі «100 великих авіакатастроф» у розділі Літак «Боїнг-707» підірвано над джунглями Бірми. Однак у книзі катастрофа сталася над джунглями, хоча насправді літак підірвали над відкритим морем.